# Iglesia de San Salvador (Figuerola)
La Iglesia de San Salvador de Figuerola es un edificio religioso del núcleo de Figuerola en el municipio de Las Pilas perteneciente a la comarca catalana de la Cuenca de Barberá en la provincia de Tarragona. Es una iglesia de arquitectura románica incluida en el Inventario del Patrimonio Arquitectónico de Cataluña y protegida como Bien Cultural de Interés Local.

## Historia
Figuerola aparece mencionada el año 1080, entonces no era más que una cuadra. El sitio fue colonizado y consta documentalmente que a lo largo de todo el siglo XII, su castillo perteneció a Timor. Se menciona la parroquia de Figuerola en 1150 como una posesión de la Canongia de Solsona. En cuanto por el propio edificio, la referencia más antigua corresponde al 1195. En esta fecha testó uno de los castellanos de los Timor en el lugar y cedió un legado a San Salvador. A últimos del siglo XIII, por donación, Figuerola pasó a depender del monasterio de Santes Creus. Desde entonces hasta la desamortización de Mendizábal estuvo integrada en el señorío territorial del monasterio.

## Descripción
El edificio es de una nave con ábside semicircular en la cabecera. Va cubierta por una bóveda de cañón colocada sobre un sistema de arcos formeros situados a lo largo de los muros laterales. Es posible que en origen la iglesia estuviese cubierta por una cercha de madera. Los muros primitivos, por tanto, fueron insuficientes, ya que el empuje de una bóveda es muy superior. Esto pudo solucionarse construyendo estas arcadas como refuerzo de los muros originarios. La puerta de acceso se abre en el muro sur: es adintelada y de arco de medio punto. Una moldura a modo de guardapolvo recorrer todo el perímetro exterior del arco. No hay ningún tipo de ornamentación. En medio del ábside hay una ventana aspillera, decorada en el exterior con un bordón con puntas de diamante. En el edificio son evidentes diversos procesos de obra, además de la posible modificación de la bóveda, hay que mencionar la fábrica durante el siglo XIV de la capilla abierta en el muro norte. En la parte alta de los muros externos están los restos de una cornisa decoradas en zigzag.